# Feegletscher
Der Feegletscher ist ein zweigeteilter Gletscher oberhalb von Saas Fee an der Ostseite der Mischabelgruppe in den Walliser Alpen. Er ist rund 6 Kilometer lang und bedeckt insgesamt eine Fläche von 16 km². Der sich über einen Höhenbereich von 4200 m ü. M. bis 1900 m ü. M. erstreckende Gletscher wird in Nord-Feegletscher (auch Kleiner Feegletscher) und Süd-Feegletscher (auch Grosser Feegletscher) unterteilt.
Der Gletscher hat im Schweizer Gletscherinventar die Nummer B53/4.

## Lage
Beim Nord-Feegletscher handelt es sich um einen Talgletscher, der seinen Ursprung in der steilen Ostflanke der Mischabelgruppe hat. Er läuft in einer schmalen, steilen Zunge nördlich von Längfluh aus. Der vordere Zungenteil wurde 1955 auf einer Länge von 500 Metern durch einen Bergsturz verschüttet. In den darauf folgenden 30 Jahren überfuhr der Gletscher den Schutt in diesem Gebiet und die Zunge regenerierte sich. Erst seit 1988 ist dort wieder ein – zwischenzeitlich rapider – Rückzug des Eises zu beobachten. Die Fläche des Nord-Feegletschers betrug 1973 etwa 7,5 km².

Karte
Zustand 1918
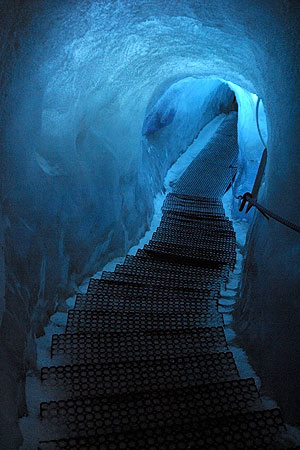
Eisgrotte

Beim Süd-Feegletscher handelt es sich um einen mehrteiligen, in mehreren Zungenlappen endenden Gebirgsgletscher am Nordhang des Allalinhorns (4027 m ü. M.).
Beide Teile des Gletschers speisen die Feevispa, ein Seitenbach der Saaser Vispa, welche das Wasser durch das Saastal zur Rhone führt. Während des Hochstadiums der Kleinen Eiszeit um die Mitte des 19. Jahrhunderts reichte der Feegletscher teilweise bis in den Talkessel hinter Saas Fee, wobei die Gletscheralp von den beiden Eisströmen umschlossen wurde.

## Zustand
Der Feegletscher umfasst 570 Millionen Kubikmeter Eis (Stand 2024). Seit 1850 das erste Inventar erstellt wurde, hat er Feegletscher ein Drittel seiner Fläche verloren. Das ist eher wenig im Vergleich zu anderen Alpengletschern, da er in große Höhen reicht. Am tiefsten ist das Eis unterhalb des Mittelallalin. Dort erreicht es eine Dicke von bis zu 160 Metern. Die durchschnittliche Dicke es Eises liegt bei nur 41 Metern. Für einen Gletscher dieser Größe ist das vergleichsweise wenig. Grund ist, dass der Gletscher sich auf eine breite Flanke verteilt und steil abfällt.

## Erschliessung
Grosse Teile des Süd-Feegletschers sind als Skigebiet erschlossen und gehören zum Skigebiet von Saas-Fee, dem nach Zermatt zweitgrössten Sommerskigebiet der Schweiz. Es wird im Sommer durch zwei 3-Seil-Luftseilbahnen (1. und 2. Sektion) sowie in der 3. Sektion mit einer Standseilbahn, der Metro Alpin, unterirdisch bis zur Station Mittelallalin auf 3456 m ü. M. erschlossen. Der Eispavillon (Eisgrotte) im Feegletscher ist eine Touristenattraktion und mit 5500 m3 Volumen der grösste der Welt.